# Claire Duhamel
Marie-Claire Viraut, dite Claire Duhamel, née le 6 septembre 1925 à Vineuil-Saint-Firmin (Oise) et morte le 7 février 2014 à Paris 11e, est une actrice française.

## Biographie
Claire Duhamel fait ses débuts en 1948 dans Le Droit de l'enfant aux côtés de Jean Chevrier. Elle est la partenaire de Pierre Fresnay dans Un grand patron d'Yves Ciampi. Le cinéaste Alain Resnais l'engage pour ses films La Guerre est finie et Je t'aime, je t'aime. Son apparition la plus populaire est son interprétation de Madame Darbon, la mère de Christine (Claude Jade), dans les films de François Truffaut, Baisers volés et Domicile conjugal.
En 1997, elle revient au cinéma dans Mange ta soupe de Mathieu Amalric.
Elle meurt le 7 février 2014 à Paris 11e,, à l'âge de 88 ans. Elle est inhumée au cimetière des Batignolles (division 3).

## Théâtre
- 1950 : Poof d'Armand Salacrou, mise en scène Yves Robert, Théâtre Édouard VII
- 1951 : L'Ile heureuse de Jean-Pierre Aumont, mise en scène Pierre Dux, théâtre Édouard VII
- 1960 : Le Jeu de l'amour et du hasard de Marivaux, mise en scène Daniel Leveugle, Théâtre de l'Athénée
- 1962 : Dans la jungle des villes de Bertolt Brecht, mise en scène Antoine Bourseiller, Théâtre des Champs-Élysées
- 1962 : George Dandin de Molière, mise en scène Daniel Leveugle, Théâtre de l'Alliance française
- 1963 : Don Gil de Tirso de Molina, mise en scène Daniel Leveugle, Théâtre de l'Alliance française
- 1966 : Leçons de français pour Américains d'Eugène Ionesco, mise en scène Antoine Bourseiller, Poche Montparnasse

## Filmographie
- 1949 : Edgar et sa bonne d'André Michel (court métrage)
- 1951 : Un grand patron, de Yves Ciampi
- 1953 : Une nuit à Megève de Raoul André
- 1962 : Rue du Havre, de Jean-Jacques Vierne
- 1966 : À nous deux Paris ! de Jean-Jacques Vierne
- 1966 : La guerre est finie, d'Alain Resnais
- 1968 : Je t'aime, je t'aime, d'Alain Resnais
- 1968 : Baisers volés, de François Truffaut
- 1970 : Domicile conjugal, de François Truffaut
- 1997 : Mange ta soupe, de Mathieu Amalric